# Afrika safari
Afrika safari er en dansk dokumentarfilm fra 1949 instrueret af Jens Bjerre.